# Ploddy, el cotxe policia
Ploddy, el cotxe policia (noruec: Pelle Politibil går i vannet) és una pel·lícula de comèdia d'aventures animada per ordinador noruega del 2009 dirigida per Rasmus A. Sivertsen a partir d'un guió d'Arthur Johansen. És la segona pel·lícula que es basa en el personatge infantil d'en Ploddy, i la primera d'animació. Va ser seguit per una seqüela el 2013 titulada Ploddy, el retorn del cotxe policia. S'ha doblat al valencià per a À Punt.